# Aglossorrhyncha jabiensis
Aglossorrhyncha jabiensis är en orkidéart som beskrevs av Johannes Jacobus Smith. Aglossorrhyncha jabiensis ingår i släktet Aglossorrhyncha och familjen orkidéer. Inga underarter finns listade i Catalogue of Life.